# Maria Springwald
Maria Springwald (30 luglio 1991) è una canottiera polacca.

## Palmarès
- Giochi olimpici

Rio de Janeiro 2016: bronzo nel 4 di coppia.
- Mondiali

Sarasota 2017: argento nel 4 di coppia.
Plovdiv 2018: oro nel 4 di coppia.
Linz-Ottensheim 2019: argento nel quattro di coppia.
- Europei

Belgrado 2014: bronzo nel 4 di coppia.
Poznań 2015: bronzo nel 4 di coppia.
Brandeburgo 2016: argento nel 4 di coppia.
Glasgow 2018: oro nel 4 di coppia.